# Madalina Ghenea

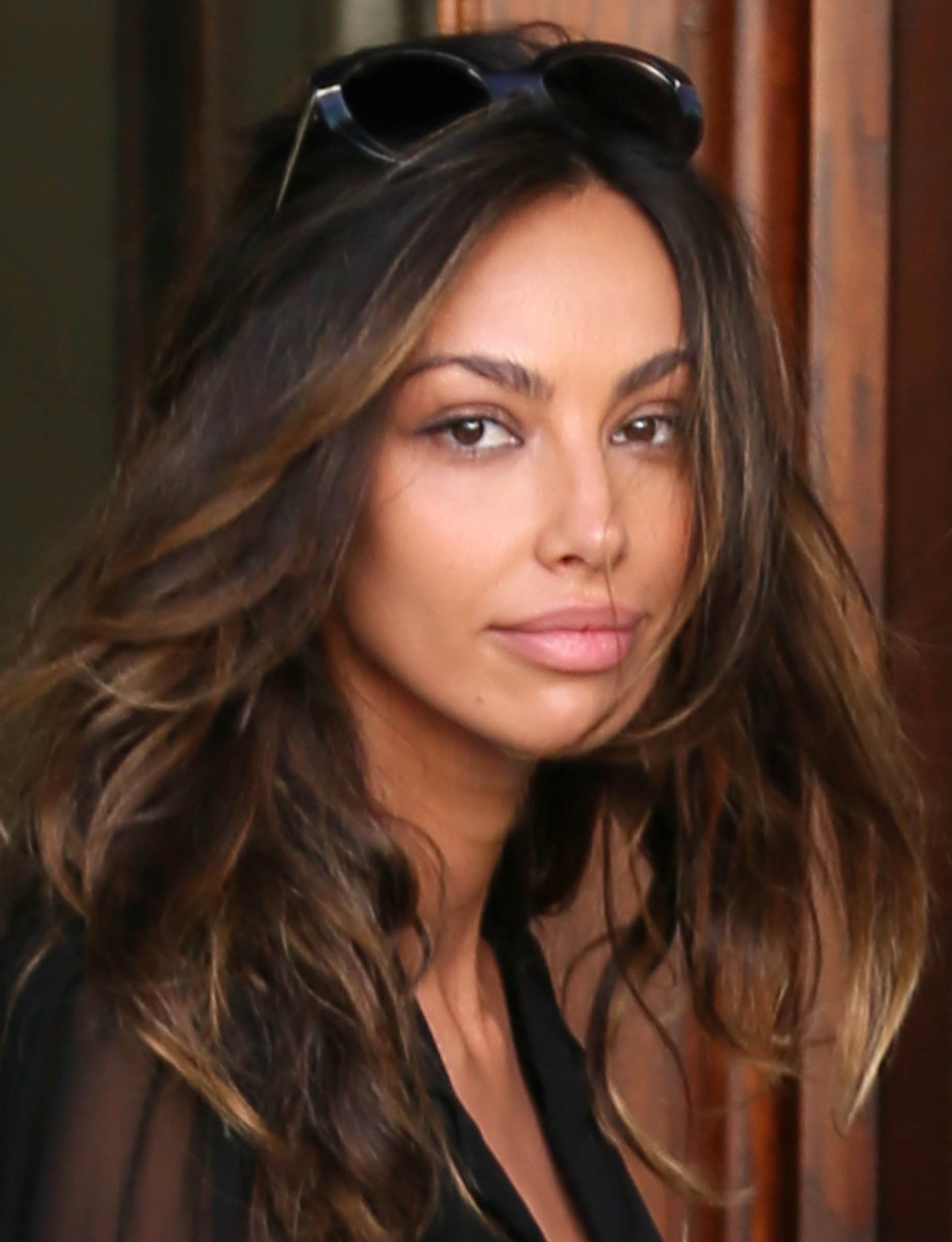
Madalina Ghenea (2016)

Mădălina Diana Ghenea (ur. 8 sierpnia 1987 w Slatinie) – rumuńska aktorka i modelka, która wystąpiła m.in. w filmach Dom Hemingway, Młodość i Dom Gucci.

## Filmografia
| Rok  | Tytuł                           | Rola              | Uwagi          |
| ---- | ------------------------------- | ----------------- | -------------- |
| 2011 | I soliti idioti: Il film        | Smutandissima     |                |
| 2012 | Razzabastarda                   | Dorina            |                |
| 2013 | Dom Hemingway                   | Paolina           |                |
| 2015 | Młodość                         | Miss Universe     |                |
| 2014 | Prawdziwa historia rodu Borgiów | Dorotea Malatesta | serial, 5 odc. |
| 2016 | Zoolander 2                     |                   |                |
| 2018 | All You Ever Wished For         | Rosalia Drago     |                |
| 2019 | Zaginiony pianista              | Eleonora          |                |
| 2021 | Dom Gucci                       | Sophia Loren      |                |
| 2023 | Deep Fear                       | Naomi             |                |